# بیشچا
بیشچا (به لهستانی:  Biszcza) یک روستا در لهستان است که در گمینا بیشچا واقع شده‌است. بیشچا ۱٬۹۰۱ نفر جمعیت دارد.